# Eduardo Hurtado
Eduardo Estiguar Hurtado Roa (* 12. Januar 1969 in Esmeraldas) ist ein ehemaliger ecuadorianischer Fußballspieler (Stürmer).
Er war bis zum 4. Juni 2005 mit 26 Toren (in 74 Spielen zwischen 1992 und 2000) Rekordtorschütze der Nationalmannschaft Ecuadors. An diesem Tag löste ihn Agustín Delgado ab, als dieser das Tor zum 2:0 gegen Argentinien erzielte.
Der 1,85 m große Hurtado, dessen bullige Spielweise ihm den Namen El Tanque (span. für Der Panzer/„Sturmtank“) einbrachte, war einer der Stars der Major League Soccer in den USA und spielt derzeit in einer regionalen dritten ecuadorianischen Liga.

## Vereinsfußball
Hurtado spielte in der Jugend für Centro Juvenil in Esmeraldas und begann seine Profikarriere 1991 bei UD Váldez, einem nicht mehr existierenden Erstligaclub aus Milagro. 1993 gab er im Frühjahr ein kurzes Gastspiel beim FC St. Gallen, in der zweiten Jahreshälfte ein weiteres bei Colo Colo Santiago in Chile. In der ersten Jahreshälfte 1994 stand er bei Correcaminos in Mexiko unter Vertrag, ehe er zu CS Emelec Guayaquil nach Ecuador zurückwechselte. 
Nachdem er 1995 als Spieler von Emelec Achter der Welttorschützenliste der IFFHS war, verpflichtete ihn die US-amerikanische Major League für ihre erste Saison, in der er für die LA Galaxy 21 Tore erzielte und Platz zwei der Torschützenliste (hinter Roy Lassiter) belegte. Galaxy verlor in diesem Jahr das Pokalfinale gegen D.C. United mit 2:3, wobei Hurtado das 1:0 für seine Mannschaft erzielte. Er wurde unter die besten elf Spieler der Saison gewählt und nahm am All-Star Game teil. In der Saison 1998 wurde Hurtado an die MetroStars abgegeben. Nach deren Niedergang 1999 wechselte Hurtado für die Saison 2000 zu New England Revolution, wo er jedoch nach zwei Spielen freigesetzt wurde. Während seiner Zeit in den USA spielte Hurtado jeweils zu Jahresende in der amerikanischen Saisonpause für ecuadorianische Vereine, insbesondere für LDU Quito und Barcelona SC Guayaquil.
Nach dem Ende seines Engagements in der Major League Soccer spielte Hurtado in Argentinien (bei Argentinos Juniors), in Schottland (bei Hibernian Edinburgh), in Chile (bei Universidad de Concepción) sowie bei LDU Quito, El Nacional Quito und Audaz Octubrino (aus Machala) in Ecuador. Im Dezember 2004 versuchte er ein Comeback im US-Hallenfußball, wo er jedoch nach weniger als einem Monat bei Cleveland Force wegen Anpassungsschwierigkeiten entlassen wurde. Ab 2005 spielte er wieder in seinem Heimatland, zunächst für Centro Deportivo Olmedo (Riobamba) und von Juli bis Dezember 2006 für den Zweitligaverein Club Técnico Universitario. Ab April 2007 war er als Spieler von CS Norte América registriert, einem Verein aus Guayaquil, der in der auf Provinzebene ausgespielten dritten Liga Ecuadors antritt. Für den Verein spielen weitere ehemalige Erstligaspieler (darunter José Gavica), die ihre Mannschaft weitgehend selbst organisieren. Im August 2007 wurde Hurtado überraschend als Neuzugang des kolumbianischen Erstligisten Deportivo Pereira vermeldet, wurde dort jedoch kurz darauf nach einem Trainerwechsel wegen mangelnder Fitness aus dem Kader gestrichen und kehrte nach Ecuador zurück. Er absolvierte lediglich einen Kurzeinsatz gegen La Equidad. Da er in Ecuador wegen seines Wechsels in der zweiten Saisonhälfte nicht spielberechtigt war, blieb er bis Dezember 2007 ohne Verein. Zwischen Juni und Dezember 2008 stand er bei Atlético San Camilo, einem in Quevedo beheimateten Verein der dritten Liga in der Provinz Los Ríos, unter Vertrag.

## Nationalmannschaft
In der Nationalmannschaft gab Hurtado sein Debüt am 23. Mai 1992 bei einem 1:1 gegen Guatemala in Guatemala-Stadt. Sein 74. und bisher letztes Länderspiel absolvierte er am 20. September 2000 in San Diego gegen Mexiko. Hurtado kam mit dem Team bei der Copa América 1993 im eigenen Land auf den dritten Platz und nahm 1995 sowie 1997 erneut an der Copa teil.